# Mary Frances Winston Newson
Mary Frances Winston Newson (Forreston, Illinois, 7 d'agost de 1869 – Poolesville, Maryland, 5 de desembre de 1959) va ser una matemàtica estatunidenca. Va ser la primera dona estatunidenca a rebre un doctorat en matemàtiques per una universitat europea, en aquest cas la Universitat de Göttingen d'Alemanya.

## Vida primerenca
Va ser coneguda sempre com a May pels seus amics i familiars. Els seus pares van ser Thomas Winston, un metge rural, i Caroline Eliza Mumford, mestra. Thomas Winston havia nascut a Gal·les, però havia anat als Estats Units a l'edat de dos anys quan els seus pares van emigrar. Caroline havia estat mestra abans del seu matrimoni, ensenyant francès, art i matemàtiques. Mary, un dels set fills supervivents dels seus pares, va ser educada a casa per la seva mare, que va aprendre pel seu compte llatí i grec de manera que pogués preparar els seus fills per a una educació universitària. La seva mare també va estudiar geologia seguint un curs per correspondència amb el Field Museum de Chicago.

## Educació
El 1884 ella i el seu germà més gran es van matricular a la Universitat de Wisconsin, quan tenia 15 anys. Es va graduar amb honors en matemàtiques el 1889. El 1890, després d'ensenyar al Downer College a Fox Lake, Wisconsin, va sol·licitar una beca al Bryn Mawr College a Pennsilvània. Charlotte Scott era professora de matemàtiques al Bryn Mawr i va animar Winston per optar l'any següent un altre cop per la beca, ja que li havien denegat en el seu primer intent. Winston va ensenyar un any més al Downer College i malgrat que el següent any li va ser atorgada la beca va preferir continuar els seus estudis a la Universitat de Chicago, que obria l'1 d'octubre de 1892, passant el curs 1891-92 al Bryn Mawr College. A Winston li van concedir una beca per estudiar a Chicago i va passar allà el curs 1892-93.
Al Congrés Matemàtic Internacional que va tenir lloc el 1893 a l'Exposició Universal de Chicago, va conèixer Felix Klein, que la va instar a estudiar a la Universitat de Göttingen. Amb l'ajuda financera de Christine Ladd-Franklin, va arribar a Alemanya al mateix temps que ho feien unes altres dues estudiants estatunidenques, Margaret Maltby i Grace Chisholm. El 1894 va ser publicat el seu primer article, sobre el tema de les funcions hipergeomètriques. L'Associació de Collegiate Alumnae va donar a Winston una beca per al curs 1895-96. Es va graduar cum laude i l'estiu de 1896 se li va atorgar el seu doctorat gràcies a la publicació de la seva dissertació "Über den Hermite'schen Fall der Lamé'schen Differentialgleichungen" (Sobre el cas d'Hermite de les equacions diferencials de Lamé). Va haver de tenir la tesi publicada abans de poder obtenir el doctorat i va retornar als Estats Units amb el manuscrit del treball per intentar publicar-lo allí. Tanmateix, cap editor dels Estats Units era capaç d'imprimir els símbols matemàtics de la seva tesi així que va haver de tornar a Göttingen. Finalment va ser publicada el 1897 i va rebre el doctorat cum laude aquell any. Grace Chisholm havia obtingut el doctorat el 1895, així que Winston va ser la segona dona, i la primera estudiant estatunidenca a obtenir un doctorat a Göttingen. Tot i que Sofia Kovalevskaya obtenia un doctorat a Göttingen abans, el 1874, en canvi mai se li va permetre matricular-se com a estudiant.
Va publicar només un article posterior, la primera traducció anglesa de la conferència de David Hilbert del 1900, on presentava els primers deu dels seus problemes famosos, publicada al Butlletí de la Societat Matemàtica americana.

## Carrera i vida més tardana
Després que va retornar als Estats Units, Winston va ser contractada per ensenyar a la St Joseph's High School a St Joseph, Missouri, el setembre de 1896. Després d'un any Winston va esdevenir cap de l'«unipersonal» departament de matemàtiques al Kansas State Agricultural College (ara Kansas State University) a Manhattan, Kansas. Ella era l'única integrant del departament. El 1900, va deixar aquesta feina i es va casar el 21 de juliol de 1900 amb Henry Byron Newson a Chicago. Henry Newson (1860-1910) era cap del departament de matemàtiques a la Universitat de Kansas i hi havia publicat el llibre grups Continuous groups of projective transformations treated synthetically (1895). Després que del seu matrimoni va publicar els llibres: Algebra for Secondary Schools (1905); The five types of projective transformations of the plane (1895); i Theory of collineations (1911). Mary Newson, com es va anomenar a partir del seu casament, va dimitir de la seva posició al Kansas State Agriculture College i durant els següents deu anys va tenir dos filles i un fill (Caroline nascuda el 1901, Josephine nascuda el 1903, i Henry Winston nascut el 1909). Però Henry Newson va morir d'un atac de cor el 1910. Tot i que no va ser contractada com a matemàtica, Winston va traduir els Problemes de Hilbert, que ell havia publicat el 1900, a anglès, i la seva traducció de 40 pàgines (feta amb el permís d'Hilbert) va ser publicada al Butlletí de la Societat Matemàtica americana el 1902.
Finalment, el 1913, Newson va trobar un lloc com a docent a Washburn College de Kansas. Newson va ser un dels vuit membres del professorat en signar una petició defensant un professor de ciència política acomiadat a causa de les seues posicions polítiques. Tots els signats van anar deixant Washburn en un o dos anys, inclosa Newson, que va esdevenir cap de departament a l'Eureka College en el seu Illinois natiu fins a la seva jubilació el 1942.
El 1940 va escriure una revisió del llibre Thomas Jefferson and Mathematics, per David Eugene Smith.

## Mort
Després que va acabar a l'Eureka College, ja jubilada, Newson es va traslladar al Llac Dalecarlia a Lowell (Indiana), un poble al costat d'un llac artificial pintoresc que Newson estimava i on va anar a passar les vacances al llarg de la seva vida. El 1956, quan tenia 87 anys, es va traslladar a una residència a Poolesville, Maryland, on estava a prop de la seva filla Caroline Beshers. Va morir un dia després de la mort del seu germà Ambrose Paré Winston qui havia estat professor d'economia.

## Honors
Newson va ser una de les úniques 22 dones que van ser membres de la Societat Americana de Matemátiques abans 1900. El 1940, va ser honorada en el Women's Centennial Congress com una de les cent dones en llocs no accessibles per les dones un segle abans. 